# Nikolaj Ėrastovič Berzarin
Nikolaj Ėrastovič Berzarin (in russo Николай Эрастович Берзарин?; San Pietroburgo, 1º aprile 1904 – Berlino, 16 giugno 1945) è stato un generale sovietico. Fu il primo comandante della Berlino occupata dai sovietici nel 1945.

## Biografia
Arruolatosi nell'Armata Rossa nel 1918, combatté durante la guerra civile russa e divenne ufficiale, ottenendo i primi incarichi di prestigio, sul fronte estremorientale, dopo l'adesione al Partito Bolscevico nel 1926. Inquisito durante la grande purga staliniana, comandò la 26ª divisione fucilieri contro i giapponesi nella battaglia del lago Chasan (1938). Trasferito a Riga nel maggio 1941, comandò diverse unità contro i tedeschi, ottenendo i gradi di colonnello-generale nell'Offensiva Iași-Chișinău. Guidò la 5ª Armata d’assalto alla conquista di Berlino entrando per primo in città e per questo Žukov lo nominò comandante in capo della città. Morì in un controverso incidente stradale quando si scontrò con la motocicletta sulla quale viaggiava contro un camion presso il suo quartier generale a Friedrichsfelde, cosa che alimentò varie dietrologie tra le quali quella di una rappresaglia delle truppe partigiane naziste (c.d. "Werwolf").